# Bel-Air (Interlaken)

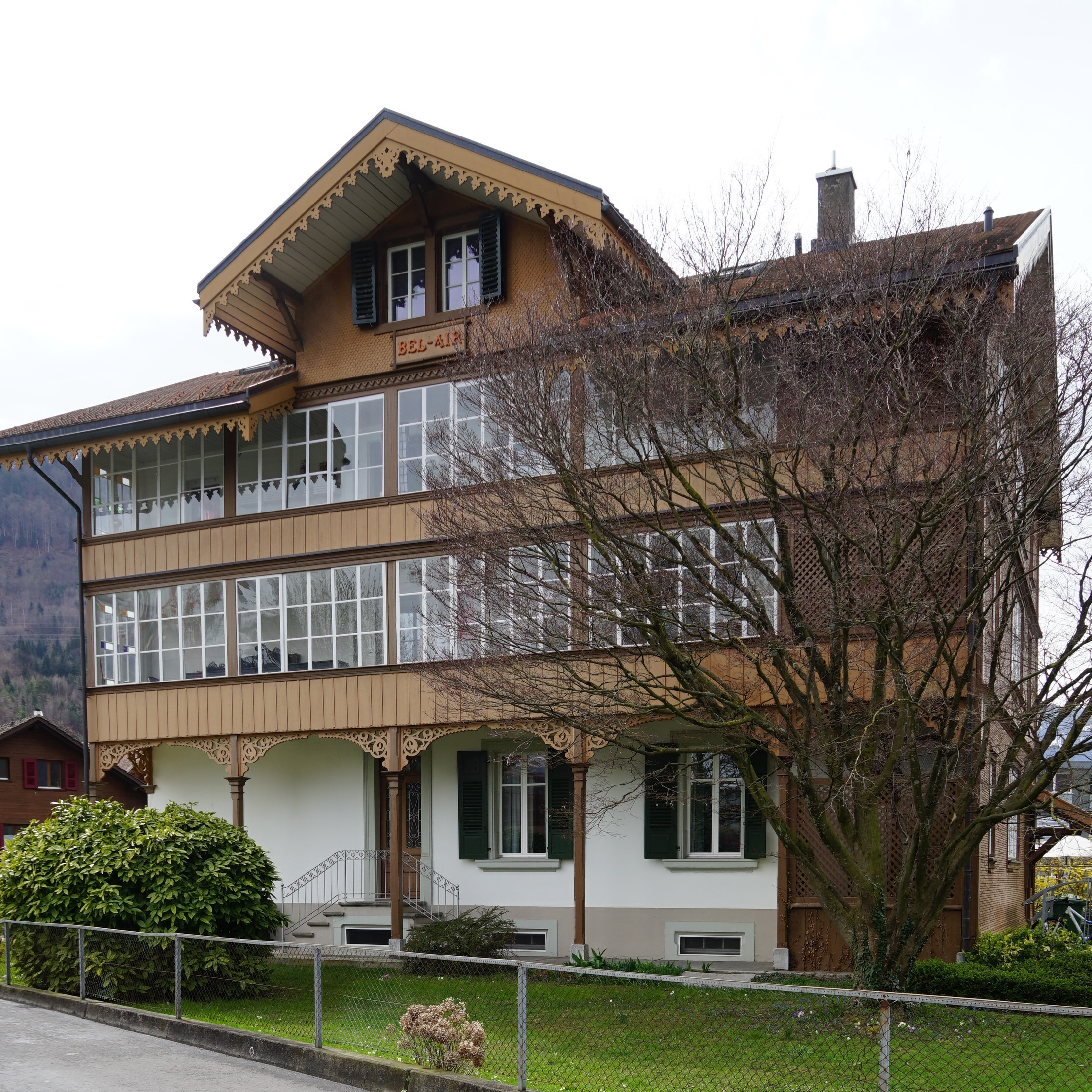
Ansicht von Osten, 2023

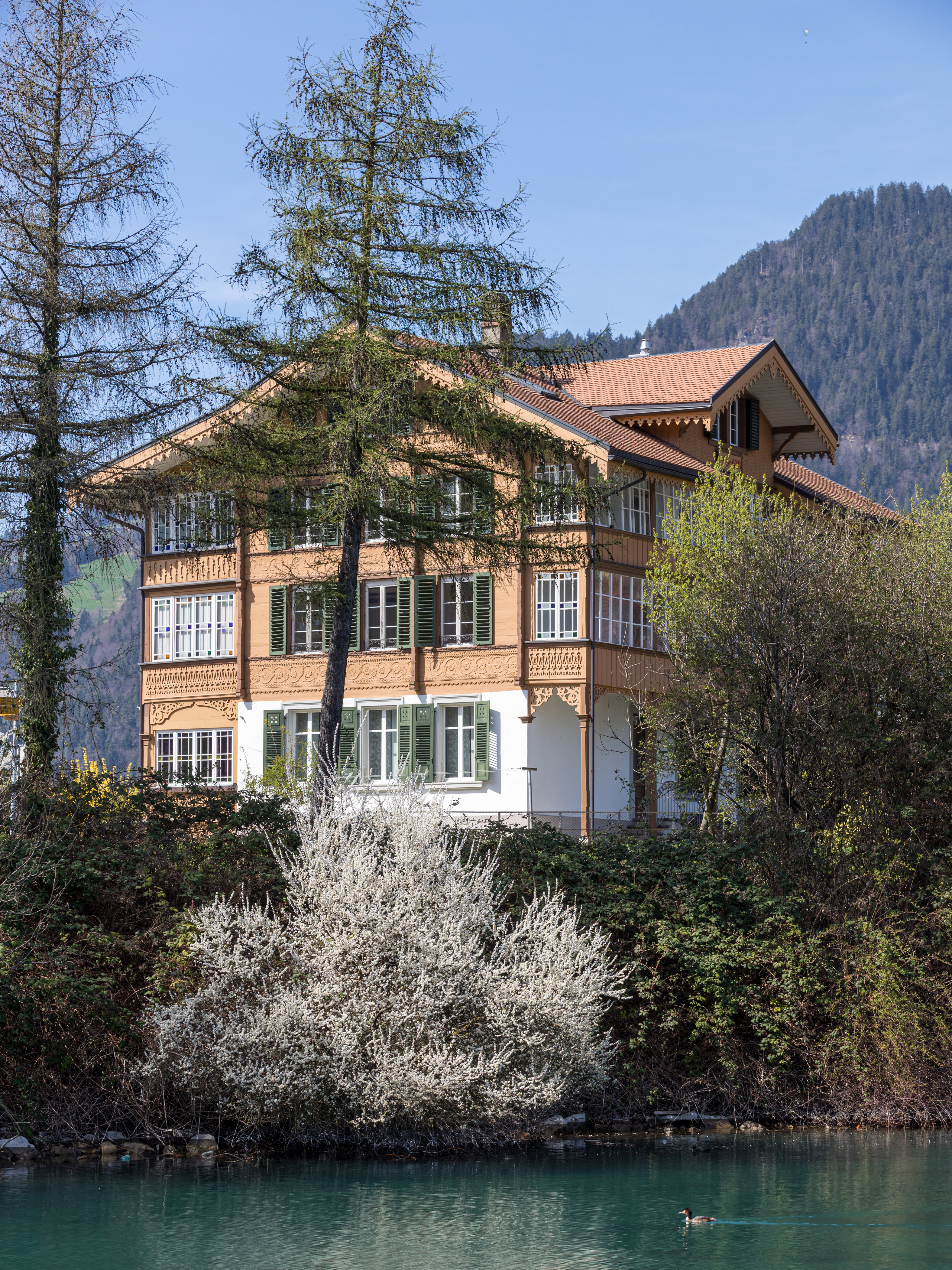
Ansicht von Süden, 2017

Das Chalet Bel-Air in Interlaken im Schweizer Kanton Bern ist ein denkmalgeschütztes Wohnhaus aus dem 19. Jahrhundert.

## Lage
Das Gebäude gehört zur Baugruppe «A (Interlaken, Kanalpromenade)» und steht westlich der Wendestelle des Schifffahrtskanals an der Kanalpromenade mit der Nummer 34. Zur ebenfalls denkmalgeschützten, «reichen Gebäudekulisse» des Hafenbeckens gehören das Etagenwohnhaus Nummer 20 und das Kraftwerk am Anfang der Promenade. Hinzu kommen die drei benachbarten Villen mit den Nummern 24, 28 und 30. Das «markante» Haus steht «in prominenter Lage am Hafenbecken». Der benachbarte, ehemals «weitläufige Grünraum der Herreney», dem ehemaligen Gutshof des Hotels Victoria-Jungfrau, ist durch Neubauten kleiner geworden.

## Beschreibung
Das dreigeschossige Wohnhaus wurde im Kern 1850–1874 im Schweizer Holzstil erbaut und nach 1900 «angeblich» aus Matten an seinen Standort versetzt. Die beiden Obergeschosse über dem massiven Erdgeschoss zeigen traufseitig je eine verglaste Laubenschicht mit fünf Achsen. Zwerchgiebel prägen das Dachgeschoss. Durch seine Bauhöhe wirkt das Chalet «gestelzt proportioniert». Die Detailgestaltung gilt als «hervorragend» und «zeugt vom repräsentativen Anspruch». Zum Dekor des Kernbaus gehören Rankenwerk und historisierende Friese, die als Flachschnitzereien ausgeführt sind. Die Lauben werden von sechs profilierten, filigranen Holzpfeilern abgestützt. Zum Dekor gehören dort und am Dachrand «reich differenzierte» Sägebretter. An der Südseite zeigen die Lauben feinsprossige Buntverglasung. Der ehemalige Haupteingang an der Ostseite hat eine zweiläufige Freitreppe mit Geländer aus Schmiedeeisen. Auch die Haustür zeigt ein filigranes Gitter. Das umlaufende Podest des Hauses ist in Schieferplatten ausgeführt. Ein Kiesweg führt in den baumbestandenen Garten. Das «beeindruckende» Haus ist «weitgehend intakt».
Im «Bauinventar» der Denkmalpflege des Kantons Bern wurde das Bauwerk 2000 als «schützenswert» aufgenommen und durch den Kanton mit Vertrag vom 26. August 2005 unter Schutz gestellt. Kulturgüter-Objekte der «Kategorie C» wurden (mit Stand Mai 2024) noch nicht veröffentlicht.

## Belege
1. ↑  Denkmalpflege des Kantons Bern: Kanalpromenade 20, 3800 Interlaken. In: Bauinventar online; abgerufen am 2. Juni 2024.
2. 1 2 3  Denkmalpflege des Kantons Bern: Kanalpromenade 34, 3800 Interlaken. In: Bauinventar online; abgerufen am 3. Juni 2024.

Koordinaten: 46° 40′ 51,9″ N, 7° 50′ 55,9″ O; CH1903: 631385 / 170066